# Palacio de Hubertusburg

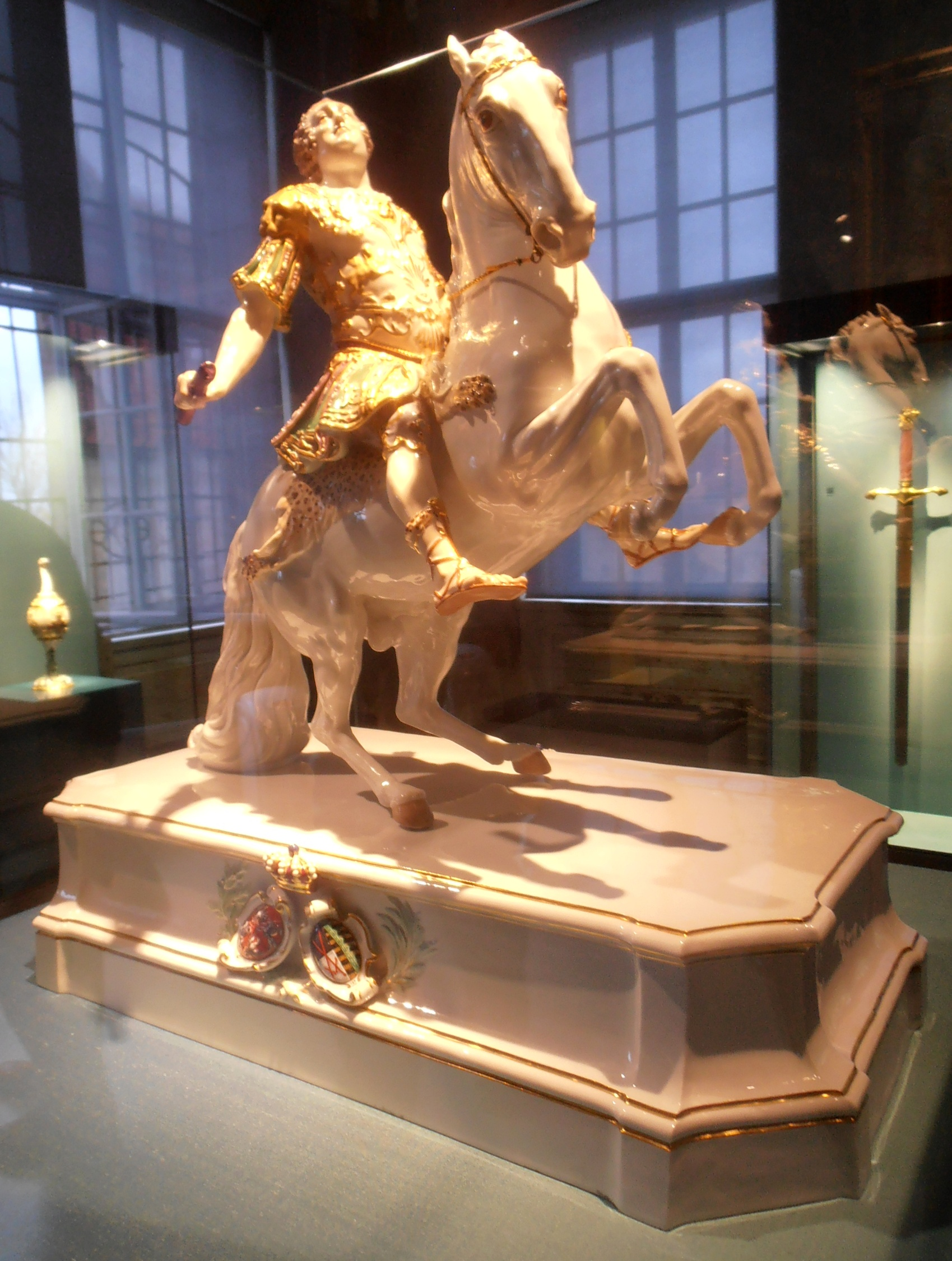
Estatuilla ecuestre del rey Augusto III.

El palacio de Hubertusburg se encuentra en Sajonia (Alemania), en la villa de Wermsdorf, entre los pueblos de Oschatz y Grimma. Fue construido entre 1721 y 1724 por Augusto II de Polonia, elector de Sajonia y rey de Polonia.
Es famoso por la paz que se firmó allí: la Paz de Hubertusburgo, el 15 de febrero de 1763, con la cual el tratado de París finalizó la guerra de los Siete Años.
Tras superar algunas vicisitudes, en 1911 sirvió como asilo de enfermos mentales y centro de entrenamiento de enfermería.